# 叶秀蕃
叶秀蕃（1904年10月—1935年5月20日），原名俊周，号鼎三，部分文献误作叶秀藩，福建寿宁人，中国共产党早期人物。
叶秀蕃出生于中等市民家庭。1928年自福安扆山初中（今福安一中）毕业升入福州一中师范科，翌年秋参加中学的秘密中共党支部。1931年回到寿宁工作，1932年10月建立中共寿宁特别支部并任书记。后调往福鼎，参与建立了福鼎的中共党支部。
1934年春，到福安县工作，当选闽东临时特委委员，其后在闽东苏维埃政府成立大会上当选副主席，兼任福（安）寿（宁）县委书记。后因病到寿宁疗养。国军刺探到他的所在地后，于1935年5月20日率军包围他养病的官宅村，并将其击毙。中华人民共和国成立后，叶秀蕃被追认为革命烈士。